# Związek Żydów byłych Uczestników Walki Zbrojnej z Faszyzmem
Związek Żydów byłych Uczestników Walki Zbrojnej z Faszyzmem – organizacja kombatancka powstała w 1947. Objęła swoim działaniem wszystkie większe ośrodki żydowskie w Polsce, miała swoich przedstawicieli w Centralnym Komitecie Żydów Polskich. Przewodniczącym organizacji był Grzegorz Smolar.
W 1949, gdy rozwiązywała się, by przyłączyć się do ZBoWiD, deklarowała liczbę 5 tys. członków. Mimo że do organizacji należeli członkowie różnych partii politycznych, w największym stopniu organizacja była kierowana przez PPR i PZPR. 